# Masae Kasaiová
Masae Kasaiová (japonsky 河西 昌枝, Kasai Masae; 14. července 1933 Minami-Alps – 3. října 2013 Tokio) byla japonská volejbalistka.
S japonskou ženskou volejbalovou reprezentací se stala mistryní světa v roce 1962, ze světového šampionátu 1960 má stříbro. Získala též s národním týmem zlato na olympijských hrách v Tokiu roku 1964, přičemž byla kapitánkou vítězného týmu zvaného často "čarodějky z východu". V roce 2008 byla uvedena do mezinárodní volejbalové síně slávy.
Proslavená je historka, jak se seznámila se svým manželem - po olympijských hrách v Tokiu byla jako kapitánka pozvána k japonskému předsedovi vlády Eisaku Satóovi. Při audienci si mu postěžovala, že si kvůli obtížnému tréninkovému režimu nemohla najít manžela. Předseda vlády ji slíbil, že ji dohodne rande. Slib splnil a Kasaiová si muže, který na schůzku přišel, nakonec opravdu vzala.